# Große Igarka
Die Große Igarka  (russisch Большая Игарка, Bolschaja Igarka) ist ein 156 Kilometer langer linker Nebenfluss des Jenisseis im Norden von Sibirien im Rajon Turuchansk der Region Krasnojarsk.
Die Große Igarka entspringt etwa 40 km südwestlich von Igarka. Anfangs fließt die Große Igarka etwa 40 km in südlicher Richtung und wendet sich anschließend nach Nordosten und schließlich nach Norden. Dabei weist der Fluss ein stark mäandrierendes Verhalten auf. Die Große Igarka mündet schließlich unterhalb von Igarka in den Jenissei, 696 Kilometer oberhalb dessen Mündung in die Karasee. Ihr Einzugsgebiet beträgt 1720 km².